# Gąsienica (film)
Gąsienica – japoński film fabularny z 2010 roku.

## Fabuła
Porucznik Shigeko Kurokawa powraca z wojny do rodzimej wioski, bez rąk i nóg. Mieszkańcy traktują go jak bohatera wojennego, przesyłają podarki, on już jednak stracił wiarę w sens wojny, czy nawet życia. Każdy następny dzień jest dla niego próbą, którą pomyślnie przechodzi dzięki oddanej bez reszty małżonce Tadashi.